# Mariano Nicolás García
Mariano Nicolás García (Cartagena, 2 d'abril de 1932 - Madrid, 15 de juliol de 2001) va ser un advocat i polític espanyol durant la dictadura de Francisco Franco.
Membre del Frente de Juventudes de la Falange Española Tradicionalista y de las JONS, es va formar a l'escola de caps del Sindicat Espanyol Universitari (SEU) i va ser cap del SEU en el districte de Múrcia, on va estudiar dret. Li va ser atorgat un Víctor d'Or pel SEU (1957) reservat als estudiants "exemplars", normalment falangistes. En 1958 va ser nomenat el Secretari Nacional del SEU.
Va ser conseller d'Ensenyament del Movimiento Nacional, la qual cosa li va ser molt útil quan va ser governador civil en el seu ascens.
A partir de 1963 va ser governador civil de Conca, Tenerife des de 1966, Alacant de 1969 fins a 1973, Còrdova fins a 1976 i després València. Va saber vincular el Govern Civil a les delegacions d'Educació, de tal manera que les va convertir en autèntics "òrgans d'informació" sobre el professorat i els alumnes.
Després de la mort de Franco, va ser nomenat Director General de Seguretat pel seu camarada Rodolfo Martín Villa de 1976 a 1979, dins de la Unió de Centre Democràtic. L'any 1980 va ser nomenat governador civil de Madrid, sent-ho durant el cop d'estat del 23 de febrer de 1981 (el conegut com 23F).
Durant la dictadura franquista, va ser nomenat cavaller de l'Orde de Cisneros en la categoria Encomana amb Placa, la mateixa amb la qual se li va concedir l'Orde Imperial del Jou i les Fletxes; també li van ser atorgades la Gran Creu del Mèrit Militar i la Gran Creu del Mèrit Civil.
Va morir en accident de trànsit al costat de la seva esposa el 15 de juliol de 2001.